# Klasy i kategorie dróg publicznych w Polsce
Drogi publiczne w Polsce są podzielone na klasy (określające zbiór wymagań technicznych i użytkowych) oraz kategorie (wynikające z funkcji drogi w sieci drogowej).

## Klasy dróg publicznych
Rozporządzenie Ministra Infrastruktury z 20 lipca 2022 r. w sprawie przepisów techniczno-budowlanych dotyczących dróg publicznych w celu określenia warunków technicznych i użytkowych ustala następujące klasy dróg oraz ich hierarchię, zaczynając od drogi o najwyższych parametrach:
1. Autostrady – A,
2. Drogi ekspresowe – S,
3. Drogi główne ruchu przyspieszonego – GP,
4. Drogi główne – G,
5. Drogi zbiorcze – Z,
6. Drogi lokalne – L,
7. Drogi dojazdowe – D.

Rozporządzenie z 2022 r. zastąpiło wielokrotnie nowelizowane rozporządzenie Ministra Transportu i Gospodarki Morskiej z 2 marca 1999 r. w sprawie warunków technicznych, jakim powinny odpowiadać drogi publiczne i ich usytuowanie, którym pierwotnie wprowadzono powyższy podział.

## Kategorie dróg publicznych
Ustawa z 21 marca 1985 r. o drogach publicznych dzieli drogi ze względu na ich funkcje w sieci drogowej na kategorie. Ponadto rozporządzeniem Ministra Infrastruktury z 20 lipca 2022 r. w sprawie przepisów techniczno-budowlanych dotyczących dróg publicznych poszczególnym kategoriom przyporządkowano odpowiednie klasy. Podział ten przedstawia się następująco:
1. Drogi krajowe – powinny posiadać standardowo klasę A, S lub GP (w trudnych warunkach dopuszcza się klasę G),
2. Drogi wojewódzkie – powinny posiadać standardowo klasę G (dopuszcza się klasę GP, a w trudnych warunkach klasę Z),
3. Drogi powiatowe – powinny posiadać standardowo klasę Z (dopuszcza się klasę GP lub G, a w trudnych warunkach klasę L),
4. Drogi gminne – powinny posiadać standardowo klasę L lub D (dopuszcza się klasę GP, G lub Z).

Ulice leżące w ciągu wyżej wymienionych dróg należą do tej samej kategorii co te drogi. Drogi krajowe stanowią własność Skarbu Państwa, a drogi wojewódzkie, powiatowe i gminne stanowią własność właściwego samorządu: województwa, powiatu lub gminy.

### Historia zmian kategorii
Po raz pierwszy sprawę kategorii dróg publicznych unormowano w Polsce ustawą z 10 grudnia 1920 r. o budowie i utrzymaniu dróg publicznych w Rzeczypospolitej Polskiej, wprowadzając 15 stycznia 1921 r. podział sieci drogowej na cztery kategorie, zależnie od ważności danego szlaku:
1. Drogi państwowe – o znaczeniu ogólnopaństwowym,
2. Drogi wojewódzkie – o znaczeniu ekonomiczno-komunikacyjnym dla województw,
3. Drogi powiatowe – o znaczeniu ekonomiczno-komunikacyjnym dla powiatów,
4. Drogi gminne – drogi nie przydzielone do innych kategorii.

Taki system kategoryzacji dróg obowiązywał w okresie międzywojennym oraz po II wojnie światowej do 23 lipca 1948 r. Tego dnia zgodnie z ustawą z 16 czerwca 1948 r. o zmianie ustawy o budowie i utrzymaniu dróg publicznych w Rzeczypospolitej Polskiej zlikwidowano kategorię dróg wojewódzkich (które zaliczono do kategorii dróg państwowych), pozostawiając trzy kategorie:
1. Drogi państwowe – o znaczeniu ogólnopaństwowym,
2. Drogi powiatowe – o znaczeniu ekonomiczno-komunikacyjnym dla powiatów,
3. Drogi gminne – o znaczeniu ekonomiczno-komunikacyjnym dla gmin lub gromad, nie przydzielone do innych kategorii.

Kolejna zmiana nastąpiła 29 września 1954 r. po wejściu w życie ustawy z 25 września 1954 r. o reformie podziału administracyjnego wsi i powołaniu gromadzkich rad narodowych. Po zlikwidowaniu gmin dotychczasowe drogi gminne stały się drogami gromadzkimi.
Niespełna dwa lata później, w związku z ukazaniem się dekretu z 4 sierpnia 1956 r. o drogach publicznych, zlikwidowano kategorię dróg powiatowych (które zaliczono do kategorii dróg państwowych) i kategorię dróg gromadzkich, czyli byłych gminnych (które zaliczono do nowej kategorii dróg lokalnych). 11 sierpnia 1956 r. wprowadzony został dwustopniowy podział:
1. Drogi państwowe – o ogólnopaństwowym lub regionalnym znaczeniu ekonomiczno-komunikacyjnym,
2. Drogi lokalne – o miejscowym znaczeniu ekonomiczno-komunikacyjnym.

Ustawą z 29 marca 1962 r. o drogach publicznych zastąpiono wszelkie dotychczasowe przepisy obowiązujące w tych kwestiach. Zgodnie z nową regulacją od 6 maja 1962 r. w skład dróg publicznych wchodziły:
1. Drogi państwowe – o ogólnopaństwowym lub regionalnym znaczeniu ekonomiczno-komunikacyjnym,
2. Drogi lokalne – o miejscowym znaczeniu ekonomiczno-komunikacyjnym,
3. Drogi zakładowe – stanowiące dojazdy od dróg państwowych i lokalnych do określonych przedsiębiorstwa, zakładów, instytucji i uspołecznionych gospodarstw.

Powyższy podział obowiązywał do 30 września 1985 r., czyli do dnia wejścia w życie ustawy z 21 marca 1985 r. o drogach publicznych, która wprowadziła nową kategoryzację dróg:
1. Drogi krajowe,
2. Drogi wojewódzkie,
3. Drogi gminne oraz lokalne miejskie,
4. Drogi zakładowe.

Obecny podział dróg publicznych na drogi krajowe, wojewódzkie, powiatowe i gminne został wprowadzony 1 stycznia 1999 r. na mocy ustawy z 24 lipca 1998 r. o zmianie niektórych ustaw określających kompetencje organów administracji publicznej – w związku z reformą ustrojową państwa.